# توئسین

توئسین شهری در شهرستان پورا در استان باله در بورکینافاسوی جنوبی است و جمعیت آن ۳۷۵ نفر است.